# Asomatognosie
L'asomatognosie est un trouble du schéma corporel entraînant notamment une absence de reconnaissance d'une portion de son propre corps, suivant un traumatisme ou une lésion au cortex. Elle peut affecter le côté gauche ou droit du corps mais plus souvent le côté gauche. Elle affecte le côté opposé à la lésion dans le cortex. Lorsqu'elle concerne l'hémisphère dominant, le trouble est généralement bilatéral. Il associe à la fois l'absence de reconnaissance et la sensation d'étrangeté de certains de ses membres (principalement, main et bras), aux difficultés d'intégration de l'information sensitive, qui conduit l'individu à penser que des parties de son corps ne lui appartiennent pas. Ce trouble de conscience s'accompagne régulièrement d'une anosognosie.
Les lésions responsables de ce syndrome se trouvent le plus souvent au lobe pariétal et dans l'hémisphère droit (hémisphère non dominant), vers les aires responsables de l'intégration sensorielle. Le trouble a été décrit pour la première fois par Pierre Bonnier (1861-1918) qui a proposé le nom d'aschématie,.
L'étymologie du terme peut se décliner ainsi: A- préfixe privatif, Somato du grec ancien σώματος, sốmatos génitif de σῶμα sỗma (corps) et Gnosie terme issu lui aussi du grec ancien γνῶσις, gnôsis (connaissance).